# Hruštínka
Hruštínka je potok na horní Oravě, protéká územím okresů Dolný Kubín a Námestovo. Jde o významný pravostranný přítok Bílé Oravy s délkou 20,5 km a zabírá povodí 81,2 km ². Na středním a dolním toku výrazně meandruje. Je tokem IV. řádu.

## Pramen
Pramení v Oravské Maguře, na severních svazích Minčola (1 393,9 m n. m.) a Kubínské hole (1 346,4 m n. m.) v nadmořské výšce přibližně 1 260 m n. m.

## Směr toku
V pramenné oblasti teče nejprve na sever, následně se stáčí a dále již pokračuje převážně severovýchodním směrem.

## Přítoky
- pravostranné: Klimovka, Čierny potok, Priekopa, tři přítoky z oblasti Pod Struhárňou, přítok zpod sedla Príslop, Bučníkový potok, Skalnatý potok, přítok (647,3 m n. m.) ze západního svahu Šubovky (1 127,5 m n. m.), Lipový potok, Šubovka, Lokcianský potok
- levostranné: přítok z jižního svahu Bzinské hole (1 194,5 m n. m.), Feračová, přítok z jihovýchodního svahu Magurky (1 128,2 m n. m.), přítok ze severního svahu Hlbokej (904,7 m n. m.), Predalka a Dielnický potok